# Очеретянка меланезійська
Очеретянка меланезійська (Horornis parens) — вид горобцеподібних птахів родини Cettiidae.

## Поширення
Ендемік острова Макіра (Соломонові острови). Його природними середовищами існування є тропічні вологі низинні ліси та тропічний вологий гірський ліс на висоті понад 600 метрів.

## Спосіб життя
Мешкає у густих лісах. Полює на дрібних комах у підліску і на землі. Гніздиться у грудні.